# Hyperlink
 "Link" omdirigeres hertil. For andre betydninger af Link, se Link (flertydig).
Hyperlink er en grundlæggende HTML-teknologi og er også den mest øjensynlige bindetråd mellem internettets hjemmesider; det, der får internettet til at hænge sammen og virke som en form for helhed.
Syntaksen for et hyperlink benytter markup <a>...</a> med attributten href sat til en URL: <a href=URI>linktekst</a>.
På dansk bruges også 'link' eller 'lænke', og det at lave links hedder "at linke".
Brugeren aktiverer sædvanligvis et link ved at klikke på tekst eller billeder, hvilket medfører, at browseren indlæser en ny webside eller flytter sidevisningen til et andet sted på den samme webside.

## Som fremmedord
Det forekommer at alene engelsk: link anvendes; det betyder direkte oversat et forbindende led eller en henvisning, men også en kæde.
Importeringen af det engelske ord bruges også i andre forbindelser, såvel indenfor dokument-håndtering - ligesom HTML - og man linker også et computerprogram.

## Hyperlinketshrefattribut
Et link adresserer formelt set en Uniform Resource Identifier, men i W3C-regi bruges almindeligvis termen Uniform Resource Locator, altså URL. Den består af tre hoveddele. Et eksempel kunne være http://www.example.org/Page
- Skemanavn[2]/protokol - http://
- Domæne - www.example.org

Bemærk, "www" er en konvention for angivelsen af en webside. Det kan godt være et sub-domæne, men i reglen er "www"-delen registreret i en dns-server som et alias - i dette eksempel ville det være et alias for example.org. Www er en forkortelse for World Wide Web.
- Relativ adresse - /Page - Et internetdomæne giver almindeligvis adgang til flere websider

Sti-delen kan repræsentere en mappe (et directory) eller være 'noget' der genereres dynamisk af webserveren.

## Hyperlinks i wikis
Selvom nogle wikier bruger almindelige HTML-hyperlinks, er det ligeledes almindeligt at finde specielt designet markup der forenkler skrivningen af HTML-hyperlinks.
Syntaksen varierer fra wiki til wiki.
Ward Cunninghams oprindelige wiki software (en), WikiWikiWeb (en), brugte CamelCase, der også endnu bruges af ex. Trac (en).
En konventionel markup-syntaks er de dobbelte kantede parenteser, fx "[[zebra]]" - med wiki software bliver det til zebra.

Hyperlinks i wikis er ofte beskrevet som:
- Interne wikilinks eller intrawiki-links leder til sider på det samme wiki-website.
- Interwiki links leder til wiki sider på et andet website.
- Eksterne links benytter en lidt anden simplificeret markup, og leder også til et andet website.

Wikilinks der endnu ikke eksisterer bliver vist tydeligt markeret i rød tekst.